# 顧頡剛
顧 頡剛（こ けつごう、Ku Chieh-kang、1893年5月8日 - 1980年12月25日）は、中国の歴史学者・民俗学者。中国の歴史学派である「疑古派」の創始者。名は誦坤。字は銘堅。号は頡剛。

## 経歴
江蘇省蘇州府呉県にある古い読書人の家柄に生まれる。13歳の時には開設されたばかりの第一班高等小学に入学した。1913年に北京大学の予科に入学。1920年に北京大学哲学門を卒業。
卒業後は上海の商務印書館・編輯員として勤務し、その後は厦門大学・中山大学・燕京大学・北京大学・雲南大学・山東基督教共和大学・国立中央大学・復旦大学・蘭州大学の教授を歴任する。1926年には『古史辨』を創刊する。1933年からは学術誌「Chinese Historical Geography」の編輯員を兼任する。
1949年から中国科学院歴史研究所の研究員となる。1959年から『史記』をはじめとした全二十四史に校点をつけるという大事業に取り組む。1966年から始まる文化大革命期には「資産階級反動学術権威」として糾弾され、一時は廃業も考えるまで追い詰められたが、1971年4月に周恩来が『二十五史』校点事業の再開を命じたことにより研究活動が可能となった。1977年からは中国社会科学院の特級研究員として読書と著述を続ける。1980年、87歳で没する。遺言により遺体は中国医学科学院に献じられた。

## 学問と思想
1926年の『古史辨自序』で、自身の半生と思想形成の過程を語っている。
幼少期は、父と叔父の書架に『東華録』『皇朝掌故叢編』が並び、祖父母から『山海経』などの伝説・神話を聞くといった環境で育ち、7歳頃には小説や簡単な古書が読めるようになり家庭と私塾で四書五経を習う。11歳の頃『綱鑑易知録』を読み、『通鑑綱目』の権勢に媚びた歴史の書き方に反発する。梁啓超の言論に動かされ救国の責任を自覚したのもこの頃である。1905年発行の『国粋学報』の中で劉師培・章炳麟の論文に接し、過去の中国に多くの錯雑した学派があったことを知る。16歳の時に『国朝先正事略』を読み、閻若璩が古文尚書を偽作と断じているのに興味を持つ。
予科に入学した頃に芝居観劇に熱中し、物語の構成は史書から講談・芝居へと移し替える際に読者や観客の喜ぶように改変されること、荒唐無稽の中にも一定の法則があることに気づく。同じ頃に章炳麟の影響を受けて、今文学派が孔子を教祖として扱っていることに反対し、史書を見る目で六経を認識するようになる。さらに章炳麟が今文学派の「通経致用」を攻撃したことは、学問探求を実用の範囲にとどめず「無用」の研究に邁進させる励みとなった。
1916年からは、蔡元培・陳独秀・黄遠庸による思想革命・学術改革の気運に乗り、1917年に北京大学に赴任した胡適の教えにより今までに書かれた上古史は信頼できないという以前からの確信を強められた。1918年に休学している時、劉復の歌謡収集に刺激され研究の範囲を方言・ことわざ・謎・唱本・風俗・宗教へと広げることになる。
1920年に胡適から姚際恒について尋ねられたのがきっかけとなり、偽書から偽史の検討へ入る。そこで康有為の『孔子改制考』に啓発され上古史への古文学派の牽強付会を斥け、同時に今文学派が犯した学問と政策の混同を避けるという、公平かつ実証的な方針を確立した。その過程で鄭樵・崔述・羅振玉・王国維などの先人の業績を再評価している。この研究は考古学・歴史学・民俗学の知識を総覧し統合するという前人未踏の課題を含み、1926年創刊の『古史辨』として結実した。

## 逸話
魯迅は、厦門大学で同僚だった頃から顧頡剛を嫌っていた。1935年の短編小説『理水』（『故事新編』所収）では、顧頡剛の疑古学説やひととなりを風刺している。
『古史辨自序』の訳者である平岡武夫と親交した。

## 主要著書
- 『清代著述考』（中山大学、1920年）
- 『三皇考』（哈佛燕京学社、1936年）
- 論文集『古史辨』7冊（樸社、1926-1941年、共編著）
- 『秦漢的方士与儒生』（群聯出版社、1955年）
- 『尚書通検』（上海古籍、1966年）
- 『五徳終始説下的政治和歴史』（龍門書店、1970年）
- 『史林雑識初編』（中華書局、1977年）
- 『元明雑劇』（上海古籍、1979年）
- 『孟姜女故事研究集』（上海古籍、1984年）
- 『春秋三傳及国語之綜合研究』（巴蜀書社、1988年）
- 『中国上古史研究講義』（中華書局、1999年）
- 『中国疆域沿革史』（商務印書館、1999年）
- 『漢代学述史略』（東方出版社、2005年）
- 『中国当代史学』（上海世紀出版集団、2006年）
- 『顧頡剛読書筆記』（中華書局、2010年）

日本語訳
- 『ある歴史家の生い立ち 古史辨自序』（平岡武夫訳、岩波文庫、1987年）。初版は創元社（1940年）
- 『中国古代の学術と政治』（小倉芳彦ほか訳、大修館書店「中国叢書」、1978年）
- 『西北考察日記』（小倉芳彦ほか訳、学習院大学東洋文化研究所、1982年）
- 『中国史学入門』（小倉芳彦・小島晋治監訳、研文出版「研文選書」、1987年）